# Elvis Contreras
Elvi Dalsires Contreras de los Santos (ur. 20 lipca 1979 w Tamayo) – dominikański siatkarz występujący na pozycji przyjmującego, od 1998 roku reprezentant kraju.

## Kariera klubowa
Elvis Contreras karierę klubową rozpoczynał w klubie Bameso, z którym zdobył trzy mistrzostwa kraju. Następnie przeszedł do klubu Los Prados, z którym w sezonie 2001/2002 czwarty raz sięgnął po mistrzostwo Dominikany. W 2003 roku wyjechał do Hiszpanii, gdzie występował w CV Pòrtol. Później przeszedł do klubu Serie A2 - Bassano Volley, z którym zajął 7. miejsce w lidze. W latach 2004–2006 bronił barw niemieckiego klubu VfB Friedrichshafen. Zdobył z nim dwa mistrzostwa kraju i dwa puchary kraju. W okresie letnim grał w portorykańskim Leones de Ponce. W sezonie 2006/2007 występował w brazylijskim zespole Sada Cruzeiro Vôlei. W latach 2007–2010 grał we włoskim klubie Tonno Callipo Vibo Valentia, z którym wywalczył awans do Serie A1. W 2010 roku powrócił do rodzimej ligi, gdzie występował w klubach Bahoruco oraz San José de Las Matas. W 2011 roku ponownie wyjechał do Europy, gdzie trafił do rosyjskiego Dinamo Krasnodar. Zajął z nim 6. miejsce w Superlidze.

## Zdobyte trofea
- 2005 Puchar Niemiec -  Mistrz z VfB Friedrichshafen
- 2005 Mistrzostwo Niemiec -  Mistrz z VfB Friedrichshafen
- 2006 Mistrzostwo Niemiec -  Mistrz z VfB Friedrichshafen
- 2006 Puchar Niemiec -  Mistrz z VfB Friedrichshafen
- 2008 Mistrzostwo Włoch Serii A2 -  Mistrz z Tonno Callipo Vibo Valentia
- 2010 Mistrzostwo Dominikany -  Wicemistrz z Bahoruco
- 2012 Puchar Panamerykański - Trzecie miejsce

## Nagrody indywidualne
- 2001 – najlepiej atakujący Mistrzostw Ameryki Północnej, Środkowej i Karaibów
- 2005 – najlepiej punktujący Mistrzostw Ameryki Północnej, Środkowej i Karaibów
- 2006 – najlepiej punktujący Pucharu Panamerykańskiego
- 2006 – MVP Pucharu Panamerykańskiego
- 2006 – nagroda dla siatkarza roku na Dominikanie
- 2007 – najlepiej przyjmujący Mistrzostw Ameryki Północnej, Środkowej i Karaibów
- 2008 – najlepiej punktujący Pucharu Panamerykańskiego
- 2012 – najlepiej przyjmujący Pucharu Panamerykańskiego
- 2012 – najlepiej zagrywający Pucharu Panamerykańskiego